# Уммерн
Уммерн (нім. Ummern) — громада в Німеччині, розташована в землі Нижня Саксонія. Входить до складу району Гіфгорн. Складова частина об'єднання громад Везендорф.
Площа — 40,32 км2. Населення становить 1533 ос. (станом на 31 грудня 2021).